# Grand Prix-wegrace van Groot-Brittannië 1987
De Grand Prix-wegrace van Groot-Brittannië 1987 was de negende Grand Prix van het wereldkampioenschap wegrace-seizoen 1987. De races werden verreden op 2 augustus 1987 op Donington Park nabij Castle Donington (Leicestershire). 

## Algemeen
Na tien jaar Silverstone ging de Britse Grand Prix voor het eerst naar Donington Park. Hoewel dit een groot moment was voor circuiteigenaar Tom Wheatcroft, die jarenlang had geprobeerd een Grand Prix naar Donington te krijgen, stond de GP vooral in het teken van de terugkeer van Freddie Spencer, die 18 maanden niet meer geracet had. Alle klassen kwamen aan de start en werden onder goede weersomstandigheden verreden, hoewel er in de warming op en in de 125cc-race nog wat vochtige plekken van nachtelijke buien waren overgebleven. In de 80cc-klasse werd het wereldkampioenschap beslist. In de 125cc-klasse bouwde Fausto Gresini zijn al grote voorsprong nog verder uit, in de 250cc-klasse bracht Toni Mang de spanning weer terug, in de 500cc-klasse verraste Freddie Spencer vriend en vijand en bleken de Yamaha YZR 500's sterker geworden te zijn en in de zijspanklasse werden Steve Webster en Tony Hewitt vrijwel onbereikbaar voor de concurrentie. Intussen maakte de organisatie van Wheatcroft en de Auto-Cycle Union een uitstekende indruk. Zowel voor publiek (ongeveer 55.000 toeschouwers) als rijders was alles tot in de puntjes geregeld. 

## 500cc-klasse

### De training
In de training waren alle ogen gericht op Freddie Spencer, die verklaarde voor 90% fit te zijn en in dat licht bezien was zijn achtste startplaats zeer acceptabel. De Yamaha's profiteerden hier pas volop van de extra ontwikkelingstijd die er was ontstaan door het wegvallen van de Belgische Grand Prix. In de GP van Frankrijk was dat door de regen nog niet zo uit de verf gekomen. Bovendien was dit een echt stuurcircuit, waardoor de Honda-fabriekscoureurs minder van hun vermogensoverschot konden profiteren. Ron Haslam verloor veel tijd met het testen van de ELF 4, waardoor hij zijn Honda NSR 500 niet goed kon afstellen.

#### Trainingstijden
| Pos | Coureur            | Merk                        | Tijd    |
| --- | ------------------ | --------------------------- | ------- |
| 1.  | Wayne Gardner      | Rothmans-HRC-Honda          | 1"38'29 |
| 2.  | Eddie Lawson       | Agostini-Marlboro-Yamaha    | 1"39'05 |
| 3.  | Randy Mamola       | Roberts-Lucky Strike-Yamaha | 1"39'11 |
| 4.  | Niall Mackenzie    | Gallina-HB-HRC-Honda        | 1"39'26 |
| 5.  | Christian Sarron   | Gauloises-Sonauto-Yamaha    | 1"39'44 |
| 6.  | Ron Haslam         | ELF-HRC-Honda               | 1"39'47 |
| 7.  | Rob McElnea        | Agostini-Marlboro-Yamaha    | 1"39'70 |
| 8.  | Freddie Spencer    | HRC-Honda                   | 1"39'85 |
| 9.  | Didier de Radiguès | Bastos-Cagiva               | 1"39'95 |
| 10. | Kenny Irons        | Heron-Suzuki                | 1"39'95 |

### De race
De eerste 500cc-race op Donington Park begon spectaculair toen uitgerekend Freddie Spencer vanaf de tweede startrij naar voren stormde en de leiding nam. Hij werd aanvankelijk gevolgd door Eddie Lawson, maar die werd in de "Esses" gepasseerd door Ron Haslam. Lawson vocht zich terug naar de tweede plaats en kroop richting Spencer, gevolgd door Haslam, Wayne Gardner, Christian Sarron en Randy Mamola. In de derde ronde begon Spencer ineens posities in te leveren en in de vierde ronde stak hij zijn arm omhoog ten teken dat zijn race voorbij was, naar later bleek door een blokkerende achterrem. Mamola en Gardner sloten achter Lawson aan toen ook Haslam steeds meer snelheid begon te verliezen door een verkeerd gekozen achterband, maar Gardner kon niet echt aanvallen, zeker niet tegen het einde toen er achterblijvers moesten worden gepasseerd. Mamola moest afhaken door kramp in zijn armen en werd derde, voor Christian Sarron. Rob McElnea leek vijfde te worden, tot hij in een bocht rechtuit schoot omdat hij geen voorrem meer had, een probleem waar ook Kenny Irons mee worstelde, maar die werd nog tiende. 

#### Uitslag 500cc-klasse
| Pos | Coureur             | Merk                        | Tijd      | Grid | Punten |
| --- | ------------------- | --------------------------- | --------- | ---- | ------ |
| 1   | Eddie Lawson        | Agostini-Marlboro-Yamaha    | 50"09'77  | 2    | 15     |
| 2   | Wayne Gardner       | Rothmans-HRC-Honda          | 50"14'38  | 1    | 12     |
| 3   | Randy Mamola        | Roberts-Lucky Strike-Yamaha | 50"24'69  | 3    | 10     |
| 4   | Christian Sarron    | Gauloises-Sonauto-Yamaha    | 50"31'21  | 5    | 8      |
| 5   | Niall Mackenzie     | Gallina-HB-HRC-Honda        | 50"34'41  | 4    | 6      |
| 6   | Didier de Radiguès  | Bastos-Cagiva               | 50"41'31  | 9    | 5      |
| 7   | Ron Haslam          | ELF-HRC-Honda               | 50"41'70  | 6    | 4      |
| 8   | Tadahiko Taira      | Agostini-Marlboro-Yamaha    | 50"42'74  | 12   | 3      |
| 9   | Roger Burnett       | Rothmans-HRC-Honda          | 50"45'73  | 11   | 2      |
| 10  | Kenny Irons         | Heron-Suzuki                | 51"01'91  | 10   | 1      |
| 11  | Shungi Yatsushiro   | Rothmans-HRC-Honda          | 51"17'35  | 13   |        |
| 12  | Pierfrancesco Chili | Gallina-HB-HRC-Honda        | 51"25'73  | 15   |        |
| 13  | Richard Scott       | Roberts-Lucky Strike-Yamaha | 51"31'21  | 14   |        |
| 14  | Marco Gentile       | Lucky Strike-Fior-Honda     | 51"33'20  | 19   |        |
| 15  | Fabio Biliotti      | Honda                       | 51"33'89  | 20   |        |
| 16  | Wolfgang von Muralt | Suzuki                      | +1 ronde  | 17   |        |
| 17  | Bruno Kneubühler    | Honda                       | +1 ronde  | 29   |        |
| 18  | Hervé Guilleux      | Fior-SNCF-Honda             | +1 ronde  | 28   |        |
| 19  | Alessandro Valesi   | Iberna-Honda                | +1 ronde  | 23   |        |
| 20  | Joey Dunlop         | Rothmans-Honda              | +1 ronde  | 24   |        |
| 21  | Louis-Luc Maisto    | Honda                       | +1 ronde  | 32   |        |
| 22  | Alan Irwin          | Honda                       | +1 ronde  | 34   |        |
| 23  | Maarten Duyzers     | HDJ-Honda                   | +1 ronde  | 36   |        |
| 24  | Fabio Barchitta     | Honda                       | +1 ronde  | 31   |        |
| 25  | Silvo Habat         | Honda                       | +2 ronden | 33   |        |
| 26  | Hennie Boerman      | Assmex-Honda                | +2 ronden | 35   |        |

#### Niet gefinished
| Coureur          | Merk                     | Oorzaak               | Grid |
| ---------------- | ------------------------ | --------------------- | ---- |
| Rob McElnea      | Agostini-Marlboro-Yamaha | Voorrem               | 7    |
| Simon Buckmaster | Duckhams-Honda           |                       | 27   |
| Roger Marshall   | Skoal Bandit-Suzuki      | Opgave                | 16   |
| Gustav Reiner    | Hein Gericke-Honda       | Mechanisch            | 22   |
| Andy McGladdery  | Honda                    | Opgave                | 25   |
| Mark Phillips    | Suzuki                   |                       | 21   |
| Steve Henshaw    | Suzuki                   |                       | 30   |
| Manfred Fischer  | Honda                    |                       | 26   |
| Ray Swann        | Honda                    |                       | 18   |
| Freddie Spencer  | HRC-Honda                | Blokkerende achterrem | 8    |

#### Niet gekwalificeerd
| Coureur         | Merk   |
| --------------- | ------ |
| Alan Jeffrey    | Suzuki |
| Andreas Leuthe  | Honda  |
| Ian Pratt       | Suzuki |
| Dennis Ireland  | Suzuki |
| Moreno Vacondio | Suzuki |
| Josef Doppler   | Honda  |
| Steve Manley    | Suzuki |
| Claus Wulff     | Suzuki |

#### Niet deelgenomen
| Coureur       | Merk          | Oorzaak  |
| ------------- | ------------- | -------- |
| Raymond Roche | Bastos-Cagiva | Blessure |

### Top tien tussenstand 500cc-klasse
| Pos | Coureur             | Merk                        | Ptn |
| --- | ------------------- | --------------------------- | --- |
| 1   | Wayne Gardner       | Rothmans-HRC-Honda          | 105 |
| 2   | Randy Mamola        | Roberts-Lucky Strike-Yamaha | 91  |
| 3   | Eddie Lawson        | Agostini-Marlboro-Yamaha    | 79  |
| 4   | Ron Haslam          | ELF-HRC-Honda               | 64  |
| 5   | Pierfrancesco Chili | Gallina-HB-HRC-Honda        | 37  |
| 6   | Niall Mackenzie     | Gallina-HB-HRC-Honda        | 33  |
| 6   | Christian Sarron    | Gauloises-Sonauto-Yamaha    | 33  |
| 8   | Tadahiko Taira      | Agostini-Marlboro-Yamaha    | 31  |
| 9   | Rob McElnea         | Agostini-Marlboro-Yamaha    | 28  |
| 10  | Roger Burnett       | Rothmans-HRC-Honda          | 18  |

## 250cc-klasse

### De training
Patrick Igoa was drievoudig wereldkampioen endurance, maar hij was zelf enigszins verbaasd dat hij in Donington in de 250cc-klasse op poleposition stond. Hij had vrij ontspannen gereden, maar dacht dat hij een voordeel had gehad omdat Roger Burnett hem en Dominique Sarron op vrijdagavond met een auto de baan uitgelegd.

#### Trainingstijden
| Pos | Coureur             | Merk                           | Tijd    |
| --- | ------------------- | ------------------------------ | ------- |
| 1.  | Patrick Igoa        | Gauloises-Sonauto-Yamaha       | 1"42'21 |
| 2.  | Reinhold Roth       | HB-Römer-HRC-Honda             | 1"42'43 |
| 3.  | Martin Wimmer       | Agostini-Marlboro-Yamaha       | 1"42'48 |
| 4.  | Toni Mang           | Rothmans-HRC-Honda Deutschland | 1"42'75 |
| 5.  | Dominique Sarron    | Rothmans-HRC-Honda             | 1"42'77 |
| 6.  | Stéphane Mertens    | Katayama-Armstrong-HRC-Honda   | 1"42'84 |
| 7.  | Jean-François Baldé | Honda                          | 1"42'90 |
| 8.  | Carlos Lavado       | HB-Venemotos-Yamaha            | 1"43'13 |
| 9.  | Loris Reggiani      | Aprilia-Rotax                  | 1"43'14 |
| 10. | Jacques Cornu       | Parisienne-HRC-Honda           | 1"43'56 |

### De race
De 250cc-race in Donington was spannend van start tot finish. Dominique Sarron leidde heel even, maar zakte daarna steeds verder weg. De kopgroep bestond uit Reinhold Roth, Toni Mang, Martin Wimmer, Jacques Cornu, Dominque Sarron en de slecht gestarte Patrick Igoa, maar uit de achtergrond kwam Loris Reggiani heel snel naar voren. De posities wisselden zo snel dat commentator Murray Walker het nauwelijks kon volgen. Mang nam een tijdje alleen de leiding, maar werd weer ingerekend. Hetzelfde deed Reggiani, toen hij de leidende groep eenmaal gepasseerd was. Igoa bemoeide zich met de strijd om de kop en uiteindelijk deed ook Jacques Cornu dat, nadat hij het grootste deel van de race als zesde de groep gevolgd had. Twee ronden voor het einde van de race had Reggiani een - op het oog - comfortabele voorsprong van ruim 2 seconden, maar toen nam Mang de tweede positie over van Wimmer en hij reed het gat dicht. In de laatste ronde remde hij Reggiani bij de "Esses" uit en hij won met minder dan 0,2 seconde voorsprong.  

#### Uitslag 250cc-klasse
| Pos | Coureur                   | Merk                           | Tijd     | Grid | Punten |
| --- | ------------------------- | ------------------------------ | -------- | ---- | ------ |
| 1   | Toni Mang                 | Rothmans-HRC-Honda Deutschland | 44"54'26 | 4    | 15     |
| 2   | Loris Reggiani            | Aprilia-Rotax                  | 44"54'42 | 9    | 12     |
| 3   | Martin Wimmer             | Agostini-Marlboro-Yamaha       | 44"55'69 | 3    | 10     |
| 4   | Jacques Cornu             | Parisienne-HRC-Honda           | 44"57'74 | 10   | 8      |
| 5   | Reinhold Roth             | HB-Römer-HRC-Honda             | 44"58'67 | 2    | 6      |
| 6   | Patrick Igoa              | Gauloises-Sonauto-Yamaha       | 44"59'17 | 1    | 5      |
| 7   | Sito Pons                 | Campsa-HRC-Honda               | 45"16'09 | 11   | 4      |
| 8   | Carlos Cardús             | Nieto-Ducados-HRC-Honda        | 45"22'75 | 20   | 3      |
| 9   | Dominique Sarron          | Rothmans-HRC-Honda             | 45"26'77 | 5    | 2      |
| 10  | Manfred Herweh            | Levior-Honda                   | 45"48'57 | 13   | 1      |
| 11  | Stefano Caracchi          | Honda                          | 45"48'80 | 17   |        |
| 12  | Donnie McLeod             | EMC-Rotax                      | 45"49'27 | 16   |        |
| 13  | Maurizio Vitali           | FMI-Garelli                    | 45"49'30 | 15   |        |
| 14  | Jean-Philippe Ruggia      | Gauloises-Sonauto-Yamaha       | 45"49'80 | 18   |        |
| 15  | Gary Cowan                | Honda                          | 45"58'10 | 23   |        |
| 16  | Jean-Michel Mattioli      | Yamaha                         | 45"58'39 | 14   |        |
| 17  | Alain Bronec              | Honda                          | 45"59'17 | 26   |        |
| 18  | Harald Eckl               | Honda                          | 45"59'38 | 24   |        |
| 19  | Kevin Mitchell            | Yamaha                         | 46"07'92 | 32   |        |
| 20  | Guy Bertin                | Honda                          | 46"12'55 | 25   |        |
| 21  | Hans Lindner              | Honda                          | 46"17'58 | 31   |        |
| 22  | Jochen Schmid             | Yamaha                         | 46"23'51 | 22   |        |
| 23  | Patrick van den Goorbergh | Grundig-Honda                  | 46"25'67 | 27   |        |
| 24  | Andy Machin               | Rotax                          | 46"29'36 | 28   |        |
| 25  | Bernard Haenggeli         | Yamaha                         | 46"37'58 | 30   |        |
| 26  | Rob Orme                  | Yamaha                         | +1 ronde | 34   |        |
| 27  | Hervé Duffard             | Honda                          | +1 ronde | 36   |        |
| 28  | Christian Boudinot        | Fior                           | +1 ronde | 21   |        |

#### Niet gefinished
| Coureur             | Merk                         | Oorzaak    | Grid |
| ------------------- | ---------------------------- | ---------- | ---- |
| Carlos Lavado       | HB-Venemotos-Yamaha          | Val        | 8    |
| René Delaby         | Yamaha                       |            | 29   |
| Stéphane Mertens    | Katayama-Armstrong-HRC-Honda | Val        | 6    |
| Jean-François Baldé | Honda                        |            | 7    |
| Luca Cadalora       | Agostini-Marlboro-Yamaha     | Mechanisch | 12   |
| Iván Palazzese      | Yamaha                       | Val        | 19   |
| Nigel Bosworth      | Yamaha                       |            | 35   |
| Marcellino Lucchi   | Honda                        | Val        | 33   |

#### Niet gekwalificeerd
| Coureur            | Merk          |
| ------------------ | ------------- |
| Bruno Bonhuil      | Honda         |
| Gerard van der Wal | Assmex-Rotax  |
| Jean Foray         | Chevallier    |
| Urz Luzi           | Honda         |
| Steve Patrickson   | Yamaha        |
| Ian Newton         | Honda         |
| Carl Fogarty       | Honda         |
| Takayoshi Yamamoto | Yamaha        |
| Cees Doorakkers    | Grundig-Honda |
| Siegfried Minich   | Honda         |
| Frank Wagner       | Honda         |
| Gary Noel          | Exactweld     |
| Alberto Rota       | Honda         |

### Top tien tussenstand 250cc-klasse
| Pos | Coureur          | Merk                           | Ptn |
| --- | ---------------- | ------------------------------ | --- |
| 1   | Reinhold Roth    | HB-Römer-HRC-Honda             | 88  |
| 2   | Toni Mang        | Rothmans-HRC-Honda Deutschland | 82  |
| 3   | Sito Pons        | Campsa-HRC-Honda               | 57  |
| 4   | Jacques Cornu    | Parisienne-HRC-Honda           | 50  |
| 5   | Martin Wimmer    | Agostini-Marlboro-Yamaha       | 45  |
| 6   | Dominique Sarron | Rothmans-HRC-Honda             | 31  |
| 7   | Loris Reggiani   | Aprilia-Rotax                  | 40  |
| 8   | Carlos Cardús    | Nieto-Ducados-HRC-Honda        | 39  |
| 9   | Carlos Lavado    | HB-Venemotos-Yamaha            | 30  |
| 10  | Juan Garriga     | Ducados-Yamaha                 | 23  |

## 125cc-klasse

### De training
In de training was Bruno Casanova sneller dan zijn teamgenoot en WK-leider Fausto Gresini. Hij was ook een van de weinigen die Gresini nog van de wereldtitel kon afhouden, zeker nu August Auinger nog steeds niet fit was. Garelli hoefde dan ook geen stalorders uit te vaardigen, want naaste belager Domenico Brigaglia was ruim 3 seconden langzamer en had in de WK-stand al 54 punten achterstand. 

#### Trainingstijden
| Pos | Coureur            | Merk               | Tijd    |
| --- | ------------------ | ------------------ | ------- |
| 1.  | Bruno Casanova     | FMI-Garelli        | 1"47'01 |
| 2.  | Fausto Gresini     | FMI-Garelli        | 1"47'74 |
| 3.  | Corrado Catalano   | MBA                | 1"49'45 |
| 4.  | Mike Leitner       | MBA                | 1"49'75 |
| 5.  | Flemming Kistrup   | MBA                | 1"49'86 |
| 6.  | Pier Paolo Bianchi | MBA                | 1"49'87 |
| 7.  | Domenico Brigaglia | Pileri-AGV-LCR-MBA | 1"50'16 |
| 8.  | Lucio Pietroniro   | Johnson-MBA        | 1"50'18 |
| 9.  | Jean-Claude Selini | MBA                | 1"50'26 |
| 10. | Thierry Feuz       | MBA                | 1"50'30 |

### De race
In de eerste ronden van de 125cc-race op Donington duldden de beide Garelli-rijders nog een klein groepje in hun omgeving: Pier Paolo Bianchi, Corrado Catalano en Andrés Sánchez. Bianchi mocht zelfs even aan de leiding rijden, maar vanaf de achtste ronde gingen Fausto Gresini en Bruno Casanova er samen vandoor, Casanova voorop. Opnieuw werden gedachten over teamorders ontkracht, want Casanova moest zo hard rijden dat hij bij het aanremmen van de Esses onderuit ging. Bianchi reed toen al vrij eenzaam op de tweede plaats, op afstand gevolgd door Domenico Brigaglia. Brigaglia gaf aan het einde van de 15e ronde op door een gebroken schakelpedaal. Gresini strekte tijdens de race voortdurend zijn linkerbeen. Hij had last van een spier en had pijnstillende injecties gehad, maar die hielpen niet echt. Het belette hem niet om het ronderecord te verbeteren en uiteindelijk 19 seconden voorsprong te nemen. Na deze race was Garelli zeker van de wereldtitel. Alleen Bruno Casanova kon Fausto Gresini theoretisch nog van de titel afhouden.

#### Uitslag 125cc-klasse
| Pos | Coureur                | Merk             | Tijd      | Grid | Punten     |
| --- | ---------------------- | ---------------- | --------- | ---- | ---------- |
| 1   | Fausto Gresini         | FMI-Garelli      | 43"54'50  | 2    | 15         |
| 2   | Pier Paolo Bianchi     | MBA              | 44"14'11  | 6    | 12         |
| 3   | Jean-Claude Selini     | MBA              | 44"35'65  | 9    | 10         |
| 4   | Johnny Wickström       | MBA              | 44"43'49  | 13   | 8          |
| 5   | Ezio Gianola           | FMI-Honda        | 44"49'15  | 14   | 6          |
| 6   | Gastone Grassetti      | MBA              | 45"00'25  | 17   | 5          |
| 7   | Lucio Pietroniro       | Johnson-MBA      | 45"00'84  | 8    | 4          |
| 8   | Jussi Hautaniemi       | Pennzoil-LCR-MBA | 45"00'94  | 16   | 3          |
| 9   | Robin Milton           | MBA              | 45"02'42  | 27   | 2          |
| 10  | Ivan Troisi            | MBA              | 45"06'60  | 21   | 1          |
| 11  | Flemming Kistrup       | MBA              | 45"23'68  | 5    |            |
| 12  | Olivier Liégeois       | Assmex-MBA       | 45"32'42  | 15   |            |
| 13  | Thierry Feuz           | MBA              | 45"32'56  | 10   | Na val     |
| 14  | Willy Pérez            | MBA              | 45"33'15  | 18   |            |
| 15  | Mick McGarrity         | MBA              | +1 ronde  | 28   |            |
| 16  | Fernando Gonzales      | JJ Cobas-Rotax   | +1 ronde  | 29   |            |
| 17  | Jacques Hutteau        | MBA              | +1 ronde  | 32   |            |
| 18  | Thomas Møller-Pedersen | MBA              | +1 ronde  | 33   |            |
| 19  | Christian Le Badezet   | MBA              | +1 ronde  | 31   |            |
| 20  | Mark Carkeek           | Scitsu           | +1 ronde  | 35   |            |
| 21  | Allan Scott            | EMC-Rotax        | +1 ronde  | 25   |            |
| 22  | Hubert Abold           | Honda            | +1 ronde  | 26   |            |
| 23  | Krysztof Galatowicz    | Honda            | +1 ronde  | 30   |            |
| 24  | Paul Bordes            | MBA              | +1 ronde  | 24   |            |
| 25  | Steve Mason            | MBA              | +2 ronden | 36   |            |
| 26  | Robin Appleyard        | MBA              | +3 ronden | 34   | Na pitstop |

#### Niet gefinished
| Coureur            | Merk                   | Oorzaak         | Grid |
| ------------------ | ---------------------- | --------------- | ---- |
| Bruno Casanova     | FMI-Garelli            | Val             | 1    |
| Corrado Catalano   | MBA                    | Val             | 3    |
| Mike Leitner       | MBA                    | Motor           | 4    |
| Domenico Brigaglia | Pileri-AGV-LCR-MBA     | Versnellingsbak | 7    |
| Andrés Sánchez     | Pileri-Ducados-LCR-MBA | Motor           | 11   |
| Adi Stadler        | Bartol-MBA             | Motor           | 12   |
| Bady Hassaine      | MBA                    |                 | 19   |
| Peter Sommer       | MBA                    |                 | 22   |
| Esa Kytölä         | MBA                    |                 | 23   |

#### Niet gestart
| Coureur      | Merk   |
| ------------ | ------ |
| Håkan Olsson | Starol |

#### Niet gekwalificeerd
| Coureur         | Merk       |
| --------------- | ---------- |
| Doug Flather    | Honda      |
| Garry Dickinson | MBA        |
| Ken Beckett     | MBA        |
| Reg Lennon      | Morbidelli |
| Tim Salveson    | MBA        |
| Dave Browns     | MBA        |

#### Niet deelgenomen
| Coureur         | Merk               | Oorzaak               |
| --------------- | ------------------ | --------------------- |
| Paolo Casoli    | Pileri-AGV-LCR-MBA | Familieomstandigheden |
| August Auinger  | Bartol-MBA         | Blessure              |
| Ton Spek        | MBA                | Blessure              |
| Jan Eggens      | LCR-EGA            | Blessure              |
| Ian McConnachie | MBA                | Teammanagement        |
| Hans Spaan      | MBA                | Teammanagement        |

### Top tien tussenstand 125cc-klasse
| Pos | Coureur            | Merk                   | Ptn |
| --- | ------------------ | ---------------------- | --- |
| 1   | Fausto Gresini     | FMI-Garelli            | 105 |
| 2   | Bruno Casanova     | FMI-Garelli            | 66  |
| 3   | August Auinger     | Bartol-MBA             | 42  |
| 4   | Pier Paolo Bianchi | MBA                    | 38  |
| 5   | Domenico Brigaglia | Pileri-AGV-LCR-MBA     | 36  |
| 5   | Paolo Casoli       | Pileri-AGV-LCR-MBA     | 36  |
| 7   | Ezio Gianola       | FMI-Honda              | 23  |
| 8   | Andrés Sánchez     | Pileri-Ducados-LCR-MBA | 18  |
| 9   | Johnny Wickström   | MBA                    | 15  |
| 10  | Mike Leitner       | MBA                    | 14  |

## 80cc-klasse

### De training
In de training voor de 80cc-klasse waren er niet veel verrassingen. Jorge Martínez was de snelste voor Stefan Dörflinger en thuisrijder Ian McConnachie. Alleen Martínez' teamgenoot Manuel Herreros viel wat tegen met slechts de 8e trainingstijd. 

#### Trainingstijden
| Pos | Coureur           | Merk                | Tijd    |
| --- | ----------------- | ------------------- | ------- |
| 1.  | Jorge Martínez    | Nieto-Ducados-Derbi | 1"52'32 |
| 2.  | Stefan Dörflinger | LCR-Krauser         | 1"52'96 |
| 3.  | Ian McConnachie   | LCR-Krauser         | 1"52'98 |
| 4.  | Hans Spaan        | JVC-HuVo-Casal      | 1"54'10 |
| 5.  | Karoly Juhasz     | Krauser             | 1"54'44 |
| 6.  | Gerhard Waibel    | LCR-Krauser         | 1"54'54 |
| 7.  | Jörg Seel         | Seel                | 1"54'67 |
| 8.  | Manuel Herreros   | Nieto-Ducados-Derbi | 1"55'43 |
| 9.  | Luis Miguel Reyes | Campsa-Autisa       | 1"55'45 |
| 10. | Juan Ramón Bolart | Krauser             | 1"55'83 |

### De race
Nadat Manuel Herreros in de warming-up training was uitgeschakeld door een gebroken sleutelbeen, had Jorge Martínez aan de tweede plaats voldoende om wereldkampioen te worden. In de race nam hij al snel alleen de leiding, nadat Stefan Dörflinger tijdens de tweede ronde had geleid, maar daarna door Martínez werd achtergelaten. Ian McConnachie vocht een tijdje met Luis Miguel Reyes om de vierde plaats, maar reed zich los van Reyes om de aanval te openen op Gerhard Waibel. Die lag op dat moment nog op de derde plaats, tot Dörflinger in de twaalfde ronde stilviel. McConnachie passeerde Waibel echter ook en werd tweede. Jorge Martínez was opnieuw wereldkampioen 80 cc.

#### Uitslag 80cc-klasse
| Pos | Coureur            | Merk                | Tijd      | Grid | Punten |
| --- | ------------------ | ------------------- | --------- | ---- | ------ |
| 1   | Jorge Martínez     | Nieto-Ducados-Derbi | 34"20'99  | 1    | 15     |
| 2   | Ian McConnachie    | LCR-Krauser         | 34"38'27  | 3    | 12     |
| 3   | Gerhard Waibel     | LCR-Krauser         | 34"41'40  | 6    | 10     |
| 4   | Luis Miguel Reyes  | Campsa-Autisa       | 35"01'47  | 9    | 8      |
| 5   | Jörg Seel          | Seel                | 35"01'74  | 7    | 6      |
| 6   | Josef Fischer      | LCR-Krauser         | 35"22'92  | 12   | 5      |
| 7   | Günter Schirnhofer | Krauser             | 35"27'25  | 14   | 4      |
| 8   | Hubert Abold       | Krauser             | 35"30'65  | 11   | 3      |
| 9   | Paolo Priori       | Krauser             | 35"35'52  | 13   | 2      |
| 10  | Jacques Bernard    | HuVo-Casal          | 35"35'98  | 16   | 1      |
| 11  | Heinz Paschen      | Casal               | 36"07'14  | 20   |        |
| 12  | René Dünki         | Krauser             | 36"07'38  | 21   |        |
| 13  | Alojz Pavlič       | Seel                | 36"07'97  | 23   |        |
| 14  | Serge Julin        | Casal               | 36"09'68  | 15   |        |
| 15  | Theo Timmer        | JVC-HuVo-Casal      | +1 ronde  | 18   |        |
| 16  | Lionel Robert      | SPR                 | +1 ronde  | 30   |        |
| 17  | Reiner Koster      | Kroko               | +1 ronde  | 24   |        |
| 18  | Paul Bordes        | RB                  | +1 ronde  | 27   |        |
| 19  | Thomas Engl        | GPE                 | +1 ronde  | 26   |        |
| 20  | Dennis Batchelor   | Krauser             | +1 ronde  | 32   |        |
| 21  | Doug Flather       | Wicks               | +1 ronde  | 33   |        |
| 22  | Stuart Edwards     | Casal               | +1 ronde  | 31   |        |
| 23  | Steve Lawton       | Eberhardt           | +2 ronden | 35   |        |
| 24  | John Cresswell     | Lusuardi            | +2 ronden | 34   |        |

#### Niet gefinished
| Coureur           | Merk           | Oorzaak         | Grid |
| ----------------- | -------------- | --------------- | ---- |
| Stefan Dörflinger | LCR-Krauser    | Versnellingsbak | 2    |
| Jos van Dongen    | Krauser        | Bougie          | 25   |
| Wilco Zeelenberg  | Casal          | Val             | 19   |
| Steve Mason       | HuVo-Casal     |                 | 29   |
| Hans Spaan        | JVC-HuVo-Casal | Versnellingsbak | 4    |
| Juan Ramón Bolart | Krauser        |                 | 10   |
| Herri Torrontegui | JJ Cobas-Rotax |                 | 17   |
| Chris Baert       | Seel           |                 | 22   |
| Karoly Juhasz     | Krauser        |                 | 5    |
| Richard Bay       | Ziegler        | Val             | 28   |

#### Niet gestart
| Coureur         | Merk                | Oorzaak  | Grid |
| --------------- | ------------------- | -------- | ---- |
| Manuel Herreros | Nieto-Ducados-Derbi | Blessure | 8    |

### Top tien tussenstand 80cc-klasse
| Pos | Coureur                         | Merk                | Ptn |
| --- | ------------------------------- | ------------------- | --- |
| 1   | Jorge Martínez (wereldkampioen) | Nieto-Ducados-Derbi | 102 |
| 2   | Gerhard Waibel                  | LCR-Krauser         | 54  |
| 3   | Manuel Herreros                 | Nieto-Ducados-Derbi | 51  |
| 4   | Ian McConnachie                 | LCR-Krauser         | 43  |
| 5   | Stefan Dörflinger               | LCR-Krauser         | 42  |
| 6   | Luis Miguel Reyes               | Campsa-Autisa       | 26  |
| 7   | Hubert Abold                    | Krauser             | 25  |
| 8   | Jörg Seel                       | Seel                | 21  |
| 9   | Julián Miralles                 | Marlboro-Derbi      | 16  |
| 10  | Josef Fischer                   | LCR-Krauser         | 15  |

## Zijspanklasse

### De training
De Krauser-combinaties van Rolf Biland, Steve Webster en Alain Michel stonden op de eerste drie startplaatsen, voor Egbert Streuer die problemen had gehad met zijn carburateurs. 

#### Trainingstijden
| Pos | Coureur          | Bakkenist          | Merk                    | Tijd    |
| --- | ---------------- | ------------------ | ----------------------- | ------- |
| 1.  | Rolf Biland      | Kurt Waltisperg    | LCR-Krauser             | 1"40'23 |
| 2.  | Steve Webster    | Tony Hewitt        | LCR-Krauser             | 1"40'62 |
| 3.  | Alain Michel     | Jean-Marc Fresc    | ELF-LCR-Krauser         | 1"42'22 |
| 4.  | Egbert Streuer   | Bernard Schnieders | Lucky Strike-LCR-Yamaha | 1"42'49 |
| 5.  | Pascal Larratte  | Jacques Corbier    | LCR-Yamaha              | 1"43'50 |
| 6.  | Rolf Steinhausen | Bruno Hiller       | Busch-Yamaha            | 1"43'56 |
| 7.  | Alfred Zurbrügg  | Simon Birchall     | LCR-Yamaha              | 1"43'64 |
| 8.  | Steve Abbott     | Shaun Smith        | Windle-Yamaha           | 1"43'97 |
| 9.  | Markus Egloff    | Urs Egloff         | LCR-Yamaha              | 1"44'12 |
| 10. | Barry Brindley   | Christopher Jones  | Windle-Yamaha           | 1"44'15 |

### De race
Al binnen enkele ronden na de start bestond de kopgroep in de race uit Rolf Biland/Kurt Waltisperg, Steve Webster/Tony Hewitt en Egbert Streuer/Bernard Schnieders. Biland en Webster wisselden regelmatig van positie, terwijl Streuer vanaf de derde plaats moest toekijken en tot geen enkele serieuze aanval kon komen. Ongeveer halverwege de race verloor hij bij het passeren van achterblijvers bovendien de aansluiting met de twee leidende combinaties. Het gevecht om de koppositie bleef spannend, tot Biland enkele ronden voor het einde moest stoppen met motorpech. Webster/Hewitt konden de laatste ronden rustig en geheel alleen afleggen, want Streuer/Schnieders hadden een grote achterstand. 

#### Uitslag zijspanklasse
| Pos | Coureur            | Bakkenist           | Merk          | Tijd     | Punten |
| --- | ------------------ | ------------------- | ------------- | -------- | ------ |
| 1   | Steve Webster      | Tony Hewitt         | LCR-Krauser   | 41"1469  | 15     |
| 2   | Egbert Streuer     | Bernard Schnieders  | LCR-Yamaha    | 41"37'96 | 12     |
| 3   | Rolf Steinhausen   | Bruno Hiller        | Busch-Yamaha  | 41"48'46 | 10     |
| 4   | Alfred Zurbrügg    | Simon Birchall      | LCR-Yamaha    | 42"25'52 | 8      |
| 5   | Derek Jones        | Brian Ayres         | LCR-Yamaha    | 42"26'73 | 6      |
| 6   | Steve Abbott       | Shaun Smith         | Windle-Yamaha |          | 5      |
| 7   | Barry Brindley     | Graham Rose         | Windle-Yamaha |          | 4      |
| 8   | Yoshisada Kumagaya | Brian Barlow        | Windle-Yamaha |          | 3      |
| 9   | Masato Kumano      | Markus Fährni       | LCR-Yamaha    |          | 2      |
| 10  | Yvan Nigrowsky     | Martial Charpentier | Seymaz-Yamaha |          | 1      |
| 11  | Jean-Louis Millet  | Claude Debroux      | Seymaz-Yamaha |          |        |
| 12  | Billy Gällros      | Nordi               | LCR-Yamaha    |          |        |

#### Niet gefinished
| Coureur          | Bakkenist          | Merk                    | Oorzaak         | Grid |
| ---------------- | ------------------ | ----------------------- | --------------- | ---- |
| René Progin      | Yvan Hunziker      | Seymaz-Krauser          | Koppeling       |      |
| Rolf Biland      | Kurt Waltisperg    | LCR-Krauser             | Krukas          | 1    |
| Alain Michel     | Jean-Marc Fresc    | ELF-LCR-Krauser         | Vastloper       | 3    |
| Pascal Larratte  | Jacques Corbier    | LCR-Yamaha              |                 | 5    |
| Markus Egloff    | Urs Egloff         | LCR-Yamaha              |                 | 9    |
| Theo van Kempen  | Geral de Haas      | Lucky Strike-LCR-Yamaha | Versnellingsbak | 12   |
| Tony Baker       | John Hennigan      | LCR-Yamaha              |                 |      |
| Dennis Bingham   | Julia Bingham      | Padgett's LCR-Yamaha    |                 |      |
| Bernd Scherer    | Wolfgang Gess      | BSR-Yamaha              |                 |      |
| Wolfgang Stropek | Hans-Peter Demling | LCR-Krauser             |                 |      |

### Top tien tussenstand zijspanklasse
| Pos | Coureur            | Bakkenist                                    | Merk                    | Ptn. |
| --- | ------------------ | -------------------------------------------- | ----------------------- | ---- |
| 1   | Steve Webster      | Tony Hewitt                                  | LCR-Krauser             | 75   |
| 2   | Egbert Streuer     | Bernard Schnieders                           | Lucky Strike-LCR-Yamaha | 63   |
| 3   | Alain Michel       | Jean-Marc Fresc                              | ELF-LCR-Krauser         | 50   |
| 4   | Rolf Biland        | Kurt Waltisperg                              | LCR-Krauser             | 38   |
| 5   | Alfred Zurbrügg    | Martin Zurbrügg Andreas Räcke Simon Birchall | LCR-Yamaha              | 29   |
| 6   | Steve Abbott       | Shaun Smith                                  | Windle-Yamaha           | 24   |
| 7   | Derek Jones        | Simon Birchall en Brian Ayres                | LCR-Yamaha              | 20   |
| 8   | Rolf Steinhausen   | Bruno Hiller                                 | Busch-Yamaha            | 16   |
| 9   | Theo van Kempen    | Geral de Haas                                | Lucky Strike-LCR-Yamaha | 14   |
| 10  | Yoshisada Kumagaya | Brian Barlow en Wilson                       | Windle-Yamaha           | 13   |

## Trivia

### Arm pump
Opmerkelijk veel rijders kregen last van hun armen tijdens de races, een fenomeen dat als "arm pump" bekend werd, maar dat toen nog gewoon onder de noemer "kramp" viel. Randy Mamola moest er in de 500cc-race mee afhaken en in de 250cc-race kregen Reinhold Roth en Loris Reggiani er last van. Reggiani werd in de laatste ronde uitgeremd door Toni Mang, terwijl hij bijna al zijn inhaalacties met laat remmen had volbracht. 

### Eencilinders
De verplichting om vanaf het seizoen 1988 niet meer dan één cilinder in de 125cc-[klasse te gebruiken wierp haar schaduw al vooruit. MBA had Hans Spaan en Ian McConnachie al met eencilinders laten rijden, maar had dit project tijdens de Franse GP stilgelegd. Honda liet Ezio Gianola en Hubert Abold aantreden op eencilinder Honda RS 125's en daarmee was Gianola (tweede in Frankrijk en vijfde in Engeland) al tamelijk succesvol. Garelli begon nu ook met de ontwikkeling van eencilinders en daarom was hoofdconstructeur Jan Thiel niet bij de Britse Grand Prix present.
1977 · 1978 · 1979 · 1980 · 1981 · 1982 · 1983 · 1984 · 1985 · 1986 · 1987 · 1988 · 1989 · 1990 · 1991 · 1992 · 1993 · 1994 · 1995 · 1996 · 1997 · 1998 · 1999 · 2000 · 2001 · 2002 · 2003 · 2004 · 2005 · 2006 · 2007 · 2008 · 2009 · 2010 · 2011 · 2012 · 2013 · 2014 · 2015 · 2016 · 2017 · 2018 · 2019 · 2021 · 2022 · 2023 · 2024 · 2025